# Ladislas Nagy
Pour les personnes ayant le même patronyme, voir Nagy.
Ladislas Nagy est un footballeur et entraîneur français, né le 16 décembre 1931 à La Tronche (Isère) et mort le 20 septembre 1991 à Barbizon (Seine-et-Marne).

## Carrière
Il est gardien de but en Division 1 au FC Nancy et au Stade français. Il joue également au Red Star. 
Plus tard, il se reconvertit comme entraîneur dans le club audonien. Puis il dirige les joueurs du SCO Angers de 1970 à 1973.

## Palmarès de joueur
- International espoir
- Champion de France de D2 en 1958 avec le FC Nancy

## Source
- Col., Football 72, Les Cahiers de l'Équipe, 1971, cf. notice de l'entraîneur, page 69.